# Pitohui
Pitohui är ett släkte som tillhör familjen gyllingar (Oriolidae) inom ordningen tättingar och finns endast på Nya Guinea. Fåglarnas fjädrar och skinn innehåller giftet homobatrachotoxin (HBTX). Fåglarna får troligen i sig giftet genom att äta skalbaggar som finns i samma område. Idag urskiljs vanligen fyra arter i släktet: 
- Svarthuvad pitohui (Pitohui dichrous)
- Sydlig pitohui (Pitohui uropygialis)
- Rajaampatpitohui (Pitohui cerviniventris)
- Nordlig pitohui (Pitohui kirhocephalus)

Tidigare inkluderades flera andra arter i släktet, men genetiska studier visar att de inte är nära släkt och har därmed blivit tilldelade mer korrekta svenska trivialnamn:
- Vitnäbbad visslare (Pseudorectes incertus), vitögd visslare (Pseudorectes ferrugineus) och svartvisslare (Melanorectes nigrescens) i familjen visslare (Pachycephalidae)
- Rostklockfågel (Ornorectes cristatus) i nybildade familjen klockfåglar (Oreoicidae)